# Trochosa
Trochosa C.L. Koch, 1847 è un genere di ragni appartenente alla famiglia Lycosidae.

## Distribuzione
Il genere Trochosa è cosmopolita: la specie più diffusa è la T. ruricola (De Geer, 1778), rinvenuta in Europa, Turchia, Caucaso, dalla Russia europea alla Siberia Orientale, Kazakistan, Iran, Asia centrale, Cina, Giappone, Corea. Introdotta in America settentrionale, Cuba, Porto Rico e Bermuda.

## Tassonomia
Questo genere è ritenuto sinonimo anteriore di Trochosina Simon, 1885 a seguito di un lavoro di Engelhardt del 1964; anche di Metatrochosina Roewer, 1960d, secondo analisi sugli esemplari tipo Tarentula vulvella Strand, 1907, a seguito di uno studio di Tanaka (1988c).
È anche sinonimo anteriore di Trochosippa Roewer, 1960, secondo analisi sugli esemplari di Lycosa urbana meruensis Lessert, 1926 effettuate dagli aracnologi Marusik, Nadolny e Koponen nel 2020; è anche sinonimo anteriore di Caporiaccosa Roewer, 1960d, secondo le analisi sugli esemplari di Caporiaccosa arctosaeformis Roewer, 1960 effettuate sempre da Marusik, Nadolny e Koponen nel 2020.
Infine è sinonimo anteriore di Piratosa Roewer, 1960d, secondo analisi sugli esemplari di Trochosa dybowskii Kulczynski, 1885 effettuate dagli aracnologi Marusik, Omelko e Koponen nel 2010.
Non sono stati esaminati esemplari di questo genere dal 2021.
Attualmente, a dicembre 2021, si compone di 92 specie:
1. Trochosa abdita (Gertsch, 1934) - USA
2. Trochosa adjacens O. Pickard-Cambridge, 1885 - Yarkand (Cina)
3. Trochosa albifrons (Roewer, 1960) - Congo
4. Trochosa albipilosa (Roewer, 1960) - Sudafrica
5. Trochosa albomarginata (Roewer, 1960) - Zimbabwe
6. Trochosa alviolai Barrion & Litsinger, 1995 - Filippine
7. Trochosa aperta (Roewer, 1960) - Namibia
8. Trochosa aquatica Tanaka, 1985 - Cina, Corea, Giappone
9. Trochosa arctosina Caporiacco, 1947 - Venezuela, Guyana
10. Trochosa bannaensis Yin & Chen, 1995 - Cina
11. Trochosa beltran (Mello-Leitão, 1942) - Argentina
12. Trochosa bukobae (Strand, 1916) - Africa orientale
13. Trochosa cachetiensis Mcheidze, 1997 - Georgia, Russia (Caucaso)
14. Trochosa canapii Barrion & Litsinger, 1995 - Filippine
15. Trochosa charmina (Strand, 1916) - Camerun
16. Trochosa corporaali (Reimoser, 1935) - Cina
17. Trochosa dentichelis Buchar, 1997 - Bhutan, India
18. Trochosa eberlanzi (Roewer, 1960) - Namibia
19. Trochosa entebbensis (Lessert, 1915) - Africa centrale, orientale
20. Trochosa eugeni (Roewer, 1951) - Sudafrica
21. Trochosa fabella (Karsch, 1879) - Africa occidentale, centrale
22. Trochosa fageli Roewer, 1960 - Congo
23. Trochosa gentilis (Roewer, 1960) - Camerun
24. Trochosa glarea McKay, 1979 - Australia (Queensland)
25. Trochosa gravelyi Buchar, 1976 - Nepal
26. Trochosa guatemala Chamberlin & Ivie, 1942 - Guatemala
27. Trochosa gunturensis Patel & Reddy, 1993 - India
28. Trochosa himalayensis Tikader & Malhotra, 1980 - India
29. Trochosa hirtipes Ponomarev, 2009 - Russia (Caucaso)
30. Trochosa hispanica Simon, 1870 - dal Mediterraneo all'Asia centrale, Iran
31. Trochosa hoggi (Lessert, 1926) - Africa orientale
32. Trochosa honggiana Barrion, Barrion-Dupo & Heong, 2013 - Hainan (Cina)
33. Trochosa hungarica Herman, 1879 - Ungheria
34. Trochosa immaculata Savelyeva, 1972 - Kazakistan
35. Trochosa insignis O. Pickard-Cambridge, 1898 - Costarica
36. Trochosa intermedia (Roewer, 1960) - Zimbabwe
37. Trochosa iviei (Gertsch & Wallace, 1937) - Messico
38. Trochosa kaieteurensis (Gertsch & Wallace, 1937) - Guyana
39. Trochosa kalukanai (Simon, 1900) - Hawaii
40. Trochosa kaswabilengae (Roewer, 1960) Congo
41. Trochosa liberiana (Roewer, 1960) - Liberia
42. Trochosa longa Qu, Peng & Yin, 2010 - Cina
43. Trochosa lucasi (Roewer, 1951) - isole Canarie
44. Trochosa lugubris O. Pickard-Cambridge, 1885 - Tagikistan
45. Trochosa magdalenensis (Strand, 1914) - Colombia
46. Trochosa magna (Roewer, 1960) - Liberia
47. Trochosa malayana (Doleschall, 1859) - isola di Ambon (Indonesia)
48. Trochosa masumbica (Strand, 1916) - Africa orientale
49. Trochosa melloi Roewer, 1951 - Brasile
50. Trochosa meruensis (Lessert, 1926) - Tanzania
51. Trochosa minima (Roewer, 1960) - Congo, Kenya
52. Trochosa modesta (Roewer, 1960) - Sudafrica
53. Trochosa moluccensis Thorell, 1878 - isola di Ambin (Indonesia)
54. Trochosa mossambicus (Roewer, 1960) - Mozambico
55. Trochosa mundamea Roewer, 1960 - Camerun, Sierra Leone
56. Trochosa nigerrima (Roewer, 1960) - Sudafrica
57. Trochosa niveopilosa (Mello-Leitão, 1938) - Argentina
58. Trochosa obscura (Roewer, 1960) - Ruanda
59. Trochosa obscura (Mello-Leitão, 1943) - Argentina
60. Trochosa papakula (Strand, 1911) - isole Molucche, Nuova Guinea
61. Trochosa paranaensis (Mello-Leitão, 1937) - Brasile
62. Trochosa pardaloides (Mello-Leitão, 1937) - Brasile
63. Trochosa pardosella (Strand, 1906) - Etiopia
64. Trochosa parviguttata (Strand, 1906) - Etiopia
65. Trochosa pelengena (Roewer, 1960) - Congo
66. Trochosa praetecta L. Koch, 1875 - Etiopia
67. Trochosa presumptuosa (Holmberg, 1876) - Argentina
68. Trochosa propinqua O. Pickard-Cambridge, 1885 - Yarkand (Cina)
69. Trochosa pseudofurva (Strand, 1906) - Camerun
70. Trochosa punctipes (Gravely, 1924) - India
71. Trochosa quinquefasciata Roewer, 1960 - Tanzania
72. Trochosa reichardtiana (Strand, 1916) - isola di Hispaniola
73. Trochosa reimoseri Bristowe, 1931 - isola di Krakatoa (Indonesia)
74. Trochosa robusta (Simon, 1876) - Europa, Turchia, Caucaso, dalla Russia europea alla Siberia meridionale, Iran, Cina, Giappone
75. Trochosa ruandanica (Roewer, 1960) - Ruanda
76. Trochosa ruricola (De Geer, 1778) - Europa, Turchia, Caucaso, dalla Russia europea al Lontano oriente, Kazakistan, Iran, Asia centrale, Cina, Giappone, Corea. Introdotto in America settentrionale, Cuba, Porto Rico, Bermuda
77. Trochosa ruricoloides Schenkel, 1963 - India, Cina, Taiwan, Thailandia, Malesia, Indonesia, Papua Nuova Guinea
78. Trochosa sanlorenziana (Petrunkevitch, 1925) - Panama
79. Trochosa semoni Simon, 1896 - Giava (Indonesia)
80. Trochosa sepulchralis (Montgomery, 1902) - USA
81. Trochosa sericea (Simon, 1898) - Brasile
82. Trochosa spinipalpis (F. O. Pickard-Cambridge, 1895) - Europa, Caucaso, dalla Russia europea alla Siberia meridionale, Cina, Giappone
83. Trochosa suiningensis Peng, Yin, Zhang & Kim, 1997 - Cina
84. Trochosa tenebrosa Keyserling, 1877 - Colombia
85. Trochosa tenella Keyserling, 1877 - Colombia
86. Trochosa tenuis (Roewer, 1960) - Etiopia
87. Trochosa terricola Thorell, 1856 - America settentrionale, Europa, Turchia, Caucaso, dalla Russia europea al Lontano oriente, Kazakistan, Iran, Asia centrale, Cina, Giappone
88. Trochosa unmunsanensis Paik, 1994 - Corea
89. Trochosa urbana O. Pickard-Cambridge, 1876 - Africa settentrionale, dall'Etiopia alle Seychelles, Madagascar, Israele, Iran
90. Trochosa ursina (Schenkel, 1936) - Cina
91. Trochosa vulvella (Strand, 1907) - Giappone
92. Trochosa wuchangensis (Schenkel, 1963) - Cina